# Asia Cargo Airlines
Asia Cargo Airlines, in precedenza Tri-MG Intra Asia Airlines è una compagnia aerea che opera principalmente con aerei cargo voli di linea e charter. Ha sede all'aeroporto Internazionale Halim Perdanakusuma, Giacarta, Indonesia.
Oltre alle operazioni cargo, opera aerei leggeri per il trasporto passeggeri. Fornisce inoltre servizi di evacuazione medica (Medivac) per i pazienti che necessitano di essere trasportati in aereo per il ricovero e i relativi trattamenti.

## Storia
Nel marzo 2007, il ministro indonesiano dei trasporti, sotto forte pressione politica per migliorare la sicurezza aerea in Indonesia, ha avvertito che avrebbe chiuso sette compagnie aeree a meno che non avessero migliorato la loro formazione e manutenzione nei tre mesi successivi. Il ministro ha formulato un metodo per classificare le compagnie aeree in tre categorie. Quelli nella terza categoria (meno sicura) sono: Adam Air, Batavia Air, Jatayu Airlines, Kartika Airlines, Manunggal Air Services, Transwisata Prima Aviation e Tri-MG Intra Asia Airlines.

## Flotta
A dicembre 2022 la flotta di Asia Cargo Airlines è così composta:

## Incidenti
- Il 4 gennaio 2005, un Boeing 737-200, marche PK-YGM, colpì un bufalo d'acqua sulla pista che provocò il collasso del carrello di sinistra. L'aereo, molto danneggiato, venne in seguito demolito.[7]
- Il 18 luglio 2017, il volo Tri-MG Intra Asia Airlines 103, un Boeing 737-300(SF), atterrò sulla pista 15 di Wamena alle circa 03:10Z circa, ma toccò terra con forza, virò a sinistra fuori dalla pista e si fermò su un terreno accidentato vicino alla recinzione perimetrale dell'aeroporto. Il carrello anteriore e quello principale sinistro collassarono e l'ala sinistra si ruppe. Non ci sono furono vittime, ma l'aereo subì danni sostanziali e venne ritirato dal servizio.[8]